# The Armageddon Factor
The Armageddon Factor (El factor Armagedón) es el sexto y último serial de la 16.ª temporada de la serie británica de ciencia ficción Doctor Who, emitido originalmente en seis episodios semanales del 20 de enero al 24 de febrero de 1979. Cierra la historia The Key to Time y supone la última aparición de Mary Tamm como Romana, así como la primera de Lalla Ward en la serie, esta vez interpretando a otro personaje. También es la última aparición antes del descanso de John Leeson como la voz K-9.

## Argumento
En su búsqueda del último fragmento de la Llave del Tiempo, el Cuarto Doctor y Romana llegan al planeta Atrios, que acaba de sufrir un bombardeo del planeta vecino Zeos, con quienes están en guerra. El Mariscal de Atrios está a punto de lanzar un contraataque a Zeos, pero el Doctor descubre que Zeos está desierto salvo por la computadora gigante Mentalis, que es quien controla la guerra. También descubre que el verdadero enemigo es un tercer planeta llamado el Planeta del Mal, gobernado por "la Sombra". Se trata de un agente del Guardián Negro que tiene cautiva a la Princesa Astra de Atrios, y amenaza con torturarla si ella no le revela la localización del último fragmento de la Llave del Tiempo (algo que ella desconoce)...

### Continuidad
Este es el sexto y último de los seis seriales interconectados que abarcan la temporada 16, conocida colectivamente como The Key to Time (La Llave del Tiempo). También es el último serial de Doctor Who de seis episodios.
Drax se refiere al Doctor por el nombre "Theta Sigma". Sin contar pseudónimos como John Smith, esta fue la primera vez que se usó un nombre auténtico (aunque fuera un apodo). Más adelante, en The Happiness Patrol, el Doctor dirá que Theta Sigma era su antiguo mote en el colegio. Después, en La Pandórica se abre (2010), las letras theta y sigma son los dos primeros símbolos bajo el mensaje "Hola cielito" de River Song en las palabras más antiguas de la historia conocida.

## Producción
| Episodio    | Fecha de emisión      | Duración | Espectadores en millones | Estado en el archivo  |
| ----------- | --------------------- | -------- | ------------------------ | --------------------- |
| Episodio 1  | 20 de enero de 1979   | 24:39    | 7,5                      | Cinta original en PAL |
| Episodio 2  | 27 de enero de 1979   | 23:56    | 8,8                      | Cinta original en PAL |
| Episodio 3  | 3 de febrero de 1979  | 25:03    | 7,8                      | Cinta original en PAL |
| Episodio 4  | 10 de febrero de 1979 | 25:09    | 8,6                      | Cinta original en PAL |
| Episodio 5  | 17 de febrero de 1979 | 24:42    | 8,6                      | Cinta original en PAL |
| Episodio 6  | 24 de febrero de 1979 | 25:09    | 9,6                      | Cinta original en PAL |
| [ 1 ] [ 2 ] |                       |          |                          |                       |

Entre los títulos provisionales de la historia se incluye Armagedón. Esta fue la última historia que Bob Baker escribió junto a Dave Martin. La siguiente historia de Baker, Nightmare of Eden, la haría en solitario. En el borrador del guion original, no aparecía el Guardián Negro en absoluto. Le introdujeron en los últimos borradores el nuevo editor de guiones Douglas Adams y el productor Graham Williams.
Durante la emisión del quinto episodio, ocurrió un problema técnico que provocó que el episodio saliera del aire durante unos minutos. Durante unos minutos se escuchó música y se vio un sinfín hasta que el fallo fue corregido, y después se repitió la escena inmediatamente anterior al corte, al rebobinarse la cinta. Una reconstrucción del corte se incluyó como bonus en el DVD de la remasterización del serial.

## Recepción
Paul Cornell, Martin Day y Keith Topping le dieron al serial una crítica desfavorable en The Discontinuity Guide (1995), describiéndolo como "un final de temporada monótono y 'espectacular' de Oh, Dios mío se ha gastado el dinero" sin sutilezas. En The Television Companion (1998), David J. Howe y Stephen James Walker escribieron que The Armageddon Factor era "suficientemente entretenido por sí mismo, con una cierta buena dirección de Michael Hayes y generalmente correcto en cuanto a producción, pero al final no logra atar todos los cabos sueltos y deja la trama de la temporada extrañamente inconclusa". Alabaron a la Sombra, pero pensaron que los otros personajes eran bidimensionales, y calificaron al final de "no cumplir las expectativas". En 2011, Patrick Mulkern de Radio Times dijo que el serial "decepciona enormemente, pero aun así no es un desastre absoluto". Criticó la caracterización y gran parte del argumento, pero alabó la dirección y a la Sombra. Por otra parte, Justin Felix de DVD Talk le dio al serial 4 estrellas sobre 5, diciendo que "le gana por goleada a las dos historias anteriores" y que tiene todo lo que es típico en Doctor Who. Felix también dijo que es la mejor interpretación de Mary Tamm.

## Publicaciones comerciales
The Armageddon Factor se publicó en VHS en junio de 1995. El serial, junto con el resto de la temporada 16, se publicó en DVD en Norteamérica como parte de la compilación Key to Time en 2002. Una edició remasterizada de la compilación se publicó en la región 2 el 24 de septiembre de 2007, con más extras que la edición norteamericana, donde esta edición remasterizada se publicó el 3 de marzo de 2009.